# Peta Jensen
Peta Jensen (Zephyrhills, 1990. december 24. –) amerikai pornószínésznő.

## Életrajz
A floridai Zephyrhills városában született családja német, ír és skót felmenőkkel rendelkezik. Szüzességét pontosan egy hónappal a 18. születésnapja előtt vesztette el. Középiskolai tanulmányai befejezése után, erotikus táncosként dolgozott az USA különböző klubjaiban, míg fel nem fedezte egy tehetségkutató, aki meghallgatásra ösztönözte a pornóiparban. 18 éves korában megházasodott, de 4 hónap együttlét után elvált férjétől.
2014 szeptemberében debütált pornószínésznőként; azóta olyan vezető pornófilm stúdiókkal dolgozott együtt, mint a Bang Bros, a Brazzers, a Jules Jordan Video, a Digital Sin vagy a Naughty America .
2015-ben részt vett egy pornográf paródiában Abigail Mac és Abella Danger mellett.
2016-ban forgatta első anális szex jelenetét (az Anything He Desires-ben, amelyet Brazzers forgalmazott, és amiért AVN-díjat és XBIZ-díjat is kapott ), valamint szerepelt rasszok közti szex jelenetben is, amelyet a blacked.com publikált Big Boob Secretary Does Her Black Boss címmel.

## Díjak

### AVN-díjak
- 2016 - Best Boy/Girls Sex Scene jelölés (Bra Busters6)
- 2016 - Best Group Sex Scene jelölés (Orgy Masters 7)
- 2016 - Best New Starlet jelölés
- 2016 -  Fan Award: Best Boobs jelölés
- 2016 - Fan Award: Hottest Newcomer jelölés
- 2016 - Fan Award: Social Media Star jelölés
- 2017 - Best Girl/Girl Sex Scene jelölés (Anything He Desires)

### Pornhub-díjak
- 2019 - Best Chest Top Big Tits Performer jelölés

### Spank Bank-díjak
- 2016 - Best Legs jelölés
- 2016 - Boobalicious Babe of the Year jelölés
- 2016 - Newcummer of the Year jelölés
- 2016 - Pussy of the Year jelölés
- 2017 - Boobalicious Babe of the Year jelölés
- 2017 - Most Volumptous Vixen jelölés

### XBIZ-díjak
- 2016 - Best New Starlet jelölés
- 2017 - Best Actress - Parody Releases per Storm of Kings jelölés
- 2017 - Best Sex Scene – All-Sex Release per Take The Condom Off 1 jelölés
- 2017 - Couples-Themed Release per Anything He Desires jelölés

## Filmográfia
- Alexis and Peta in A Dominatrix is Born (2014)
- Big Tit Fantasies 4 (2014)
- Bra Busters 6 (2014)
- Breaking In Miss Jensen (2014)
- Definitely, I Wanna Win (2014)
- Dressed to Impressed (2014)
- Giant Juicy Juggs 4 (2014)
- I Cum Into Your Home (2014)
- I Have A Wife 18811 (2014)
- I'll Make You Cum in Seconds (2014)
- Peta Pledges Her Cleavage Allegiance (2014)
- Spin Class Ass 2 (2014)
- Stay The Fuck Outta My Room	(2014)
- Take the Condom Off 4 (2014)
- Throbbing Rockstar (2014)
- Try Your Tits (2014)
- Banging Peta Jensen Doggy Style (2015)
- Beautiful Tits 2 (2015)
- Big Tit Cream Pie 32 (2015)
- Big Tit Cream Pie 36 (2015)
- Big Tits in Sports 16 (2015)
- Blindfold Massage (2015)
- Brazzers Awards (2015)
- Brazzers Heavenly Bodies (2015)
- Brazzersbowl Sunday	(2015)
- Clinic Cooch (2015)
- Close Encounters Of The Big Kind (2015)
- College Midterm Stress Release (2015)
- Deadly Rain 1 (2015)
- Deep and Juicy with Miss Jensen (2015)
- Deep in Double D's (2015)
- Flixxx: Please Come, Fuck Me (2015)
- Friendly Fondling (2015)
- Fuck The Frustration Right Out Of Me (2015)
- Heighten Her Sexual Senses (2015)
- Housewife 1 On 1 19535 (2015)
- Housewife 1 on 1 40 (2015)
- I Love My Cheating Wife (2015)
- I Love My Sister's Big Tits 4	(2015)
- Knockout Knockers (2015)
- Lock and Load (2015)
- My Sister's Hot Friend 19289 (2015)
- My Two Wives (2015)
- Naughty Office 19195 (2015)
- New Porno Order (2015)
- Newbies (2015)
- Our Holiday Three Way (2015)
- Our New Maid 1	(2015)
- Our New Maid 2	(2015)
- Our New Maid 3	(2015)
- Peta Jensen Daily Dick Fix	(2015)
- Peta Pays Your Cock a Visit (2015)
- Peta's Creampie Craze (2015)
- Peta's First Creampie, She Loved It (2015)
- Peta's Insatiable Desire For Creampie (2015)
- Raw Cuts: Best Friends Forever	(2015)
- Rich Brats Of Beverly Hills 1 (2015)
- Rich Brats of Beverly Hills 2 (2015)
- Rough Shagging Shrink (2015)
- Running Buddies	(2015)
- Stryker (2015)
- Sweet Peta Pie (2015)
- Take The Condom Off 1 (2015)
- Teaching Her How To Cum	(2015)
- Tonight's Girlfriend 19463 (2015)
- Tonight's Girlfriend 20129 (2015)
- Triple Treat	(2015)
- True Detective: a XXX Parody (2015)
- True Detective: A XXX Parody 1 (2015)
- Turbo Sluts	(2015)
- Unfaithful Wives 5 (2015)
- When Wives Get Lonely (2015)
- World War XXX	(2015)
- World War XXX 3 (2015)
- World War XXX 4 (2015)
- Young and Delicious 2 (2015)
- ZZ Courthouse 3 (2015)
- ZZ vs DP: The Final Fuck Off (2015)
- Anything He Desires (2016)
- Bang Bros Invasion 12 (2016)
- Bang Bros Invasion 16 (2016)
- Beautifully Stacked 1 (2016)
- Big Boob Secretary Does Her Black Boss (2016)
- Breast Intentions	(2016)
- Candlelit Evening (2016)
- Countdown To You (2016)
- Deadly Rain (2016)
- Double D-Tention (2016)
- DP Presents (2016)
- Facial Cum Sluts 2 (2016)
- Final Exam 	(2016)
- Flirtation Game Gone Too Far (2016)
- Flixxx: Delivery Mix-Up (2016)
- Fuck Me Silly (2016)
- Fuck To Remember (2016)
- Game Night Shenanigans (2016)
- Guide to Outdoor Sex	(2016)
- Guilty Conscience (2016)
- Hard Workouts (2016)
- Hardcore Heaven 3 (2016)
- Hot Wife (2016)
- I Love My Mom's Big Tits 2	(2016)
- I Love My Mom's Big Tits 4	(2016)
- Massaging Peta	(2016)
- Monster Cock For Her Little Box 7 (2016)
- Morning Glory (2016)
- My Girlfriend's Busty Friend 21189 (2016)
- My Honey Wants It Rough (2016)
- My Three Wives	(2016)
- My Wife the Slut 2 (2016)
- My Wife's Hot Friend 20673 (2016)
- Naughty America 21815 (2016)
- Naughty Office 21637 (2016)
- Nympho Nurses and Dirty Doctors (2016)
- One Wet Cheerleader (2016)
- Our Little Masquerade (2016)
- Our New Maid 4 (2016)
- Parodies Awaken 2 (2016)
- Pass the Peta (2016)
- Perfect View Of Peta Jensen (2016)
- Peta Jensen For A Day (2016)
- Peta's Pool Time (2016)
- Pornstar Paradise 1 (2016)
- Sex and Confidence (2016)
- Sexperiments (2016)
- Sibling Rivalry 1 (2016)
- Sibling Rivalry 2 (2016)
- Storm of Kings (2016)
- Storm Of Kings XXX Parody 2 (2016)
- Storm Of Kings XXX Parody 4 (2016)
- Storm of Kings XXX Parody: Behind the Scenes (2016)
- Take Me for a Ride (2016)
- Thick Oiled Ass (2016)
- To Catch A Cheat (2016)
- Try Your Tits (2016)
- Turbo Sluts 2 (2016)
- Unfaithful (2016)
- Work Hard Fuck Harder (2016)
- World War XXX 5 (2016)
- World War XXX 6 (2016)
- Yoga For Perverts (2016)
- A is For Anna (2017)
- Bang P.O.V. 6 (2017)
- Big Boob Workout (2017)
- Brazzers Presents: The Parodies 8 (2017)
- Broken Vows 2  (2017)
- Giddy Up And Ride Peta Jensen (2017)
- Girls of Bang Bros 65: Peta Jensen (2017)
- Good Fuck to You (2017)
- Hottest Girls in Porn 2 (2017)
- Interracial Threesomes 5 (2017)
- Lesbian Adventures: Strap-On Specialists 11 (2017)
- Let's Play Doctor 2 (2017)
- Little Piggy Peta Jensen Gobbles Down A Big Cock (2017)
- Mothers and Fathers (2017)
- My Cute Little Step Sister 1 (2017)
- My Girlfriend's Busty Friend 20 (	2017)
- My Wife the Slut 3 (2017)
- Office Obsession 6 (2017)
- Overworked Titties 2 (2017)
- Peta Jensen And Alix Lynx Are Horny Dirty (2017)
- Peta Jensen And Anna Bell Peaks Fuck Each Other With Toys	(2017)
- Peta Jensen Fucks Her Girlfriend Cherie Deville (2017)
- Peta Jensen Gets A Hot Load on Her Ass (2017)
- Peta Jensen Gives Herself A Table Fucking (2017)
- Peta Jensen in A Lingerie Strip and Toy Session (2017)
- Peta Jensen Licks Her Girlfriend Syren De Mer (2017)
- Peta Jensen Studies A Long Thick Cock (2017)
- Playful Morning Sex With Peta Jensen (2017)
- Power Rack: A XXX Parod (2017)
- Rubbing Down a Horny Slut (2017)
- Some Alone Time With Peta Jensen (2017)
- Thirsty For Some Titties 1 (2017)
- Yoga Freaks 2 (2017)
- Big Mommy Boobs 7 (2018)
- Crush Girls: Honey Gold (2018)
- Daddy Please 3	(2018)
- Do You Like My Titties (2018)
- Double Timing Wives (2018)
- Dream Cum True (2018)
- Pornstar Paradise 4 (2018)
- Rubbing Down A Horny Slut 4 (2018)
- Sexual Education 4 (2018)
- Tonight's Girlfriend 66	(2018)
- Baddest Of Bad Daddy POV (2019)
- Crush Girls: Diamond Foxxx (2019)
- Crush Girls: Kenzie Taylor (2019)
- Crush Girls: Peta Jensen (2019)
- Dirty Masseur 14 (2019)

## Egyéb projektek
- Wikimedia Commons Peta Jensen

## Külső linkek
- (EN) Peta Jensen, su Internet Movie Database, IMDb.com.
- (EN) Peta Jensen, su Adult Film Database.
- (EN) Peta Jensen, su Internet Adult Film Database.

1. ↑  Internet Adult Film Database (angol nyelven). (Hozzáférés: 2022. március 16.)
2. ↑  a születési helyből következtetve
3. ↑  Adult Film Index